# Le Feld-Maréchal von Bonaparte
Le Feld-Maréchal von Bonaparte est un  essai romancé uchronique de Jean Dutourd.

## Résumé
Dans son essai, Jean Dutourd recherche les causes de la grandeur et de la décadence des Français. Il les trouve dans la Révolution française et ses conséquences. À partir de là, l'auteur passe à l'uchronie en proposant deux modifications historiques mineures mais aux conséquences immenses :
- Louis XVI ne dissout pas les régiments parisiens, en particulier les mousquetaires, lesquels empêchent l'insurrection parisienne ; la Révolution n'a jamais lieu.

La France étant épargnée, elle continue de s'étendre outre-mer et conserve la Louisiane ; l'Amérique contemporaine qui en découle est donc francophone, renforçant le prestige et le rayonnement de la France.
Par ailleurs, sans Révolution, le concept d'État-nation ne s'impose pas en Europe, empêchant les réunifications italienne et surtout allemande ; l'Autriche conserve donc sa primauté sur le monde germanophone et le second Reich n'est jamais créé par Bismarck. Il n'y a donc pas de guerre de 1870, ni du coup, de Première Guerre mondiale, l'Alsace-Moselle étant restée française. Conséquemment, Hitler n'émerge jamais de sa carrière de peintre médiocre, et il n'y a ni Seconde Guerre mondiale, ni Shoah.
Enfin, faute de Révolution française pour alimenter sa conception de l'histoire, Marx ne concevra jamais sa théorie de la lutte des classes et la barbarie communiste n'engloutira pas l'Europe.
Finalement, l'Europe ne s'est pas « suicidée » avec deux guerres mondiales sur son propre territoire et domine toujours le monde, économiquement et culturellement, avec la France à sa tête.
- Ce n'est pas la France, mais l'Autriche qui achète la Corse à la république de Gênes.

C'est ce changement qui justifie le titre de l'essai : Napoléon Bonaparte aurait alors fait ses études en territoire génois, et de fil en aiguille, aurait fait sa carrière militaire au service des empereurs. Devenu feld-maréchal d'Autriche (le titre le plus élevé qu'il aurait pu légitimement atteindre), il assurerait la sécurité des empires et royaumes d'Europe, plutôt que de chercher à remettre en cause l'ordre établi et de dévaster l'Europe avec ses guerres de conquête.
Cependant le titre du livre est trompeur, car la petite fiction uchronique n'occupe que peu de pages : une douzaine répartie dans les quarante dernières. L'essentiel du livre est constitué par une critique de la Révolution française.

## Éditions
Édité chez Flammarion en 1996 (180 pages,  (ISBN 2-08-067332-7)) ; puis en le Livre de poche en octobre 1997 (no 14263, 160 pages,  (ISBN 2-253-14263-8)).

### Sources internet générales
- Présentation par Olivier Barrot : voir la vidéo.
- Revue critique sur Dernière-Gerbe : Lire en ligne.